# SAR Nis Randers
SAR  Nis Randers är en tysk räddningskryssare som tillhör Deutsche Gesellschaft zur Rettung Schiffbrüchiger. Den tillhör sjöräddningssällskapets 23,3 metersklass, som är en av sällskapets mindre klasser av sjöräddningskryssare.
SAR Nis Randers är byggd i lättmetall och har ombord dotterbåten Onkel Willi på omkring 6,9 meter. Hon togs i drift 1990, ungefär  samtidigt som systerbåtarna Eiswette, Vormann Jantzen, Minden, Vormann Leiss och Vormann Hannes Glogner.
SAR Nis Randers har sitt namn efter en ballad av Otto Ernst, som publicerades 1901 och som skildrar hjälten Nis Randers. Denne upptäcker i balladen en stormnatt  ett segelskepp som lidit skeppsbrott på en sandbank. Trots varningar av sin mor ger han sig ut och räddar en man på båten. Denne visar sig vara hans bror Uwe, som familjen sörjt som omkommen tidigare till sjöss.
SAR Nis Randers har under större del av sin tjänstgöringstid varit stationerad i Maasholm i Schleswig-Holstein. Hon var hösten 2019 ute för försäljning.